# Zhongguo bingxue daxi
Zhongguo bingxue daxi (chinesisch 中國兵學大系, Pinyin Zhōngguó bīngxué dàxì, W.-G. Chung-kuo ping-hsüeh ta-hsi; etwa: Kompendium der chinesischen Militärwissenschaft) ist eine chinesische Buchreihe (congshu) mit Werken zur Kriegsführung, die 1957 in Taipeh erschien.

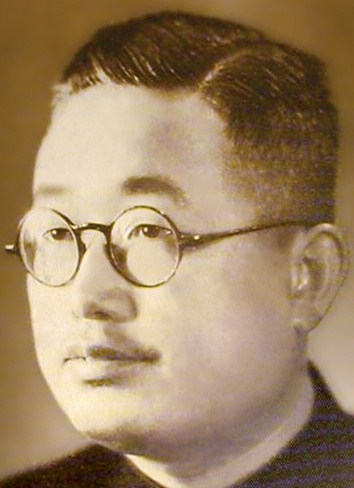
Li Yuri (Lee Yu-ri)

## Kurzeinführung
Die Reihe wurde von Li Yuri bzw. Lee Yu-ri 李浴日 (1908–1955) zusammengestellt und 1957 posthum veröffentlicht. Die Reihe besteht aus 14 Bänden. Sie enthält chinesische Werke zur Kriegsführung, darunter viele Militärklassiker, d. h. auch solche, die über die Sieben Militär-Klassiker (chinesisch 武經七書 / 武经七书, Pinyin Wǔjīng qīshū, die den ersten Band der Reihe bilden) hinausgehen, aber auch weniger bekannte Werke.
Li studierte antike Bücher über das Kriegswesen und hatte bereits Studien über das antike Werk Sunzi bingfa verfasst und auch zusammen mit Lin Xunnan 林薰南 (1890–1982) die Sammlung Bingxue luncong 兵學論叢 herausgegeben (1943).
Die Idee für die Reihe kam Li 1945, und er beschloss, seine Sammlung Zhongguo wuku 中國武庫 zu nennen. Die dafür ursprünglich zur Aufnahme geplanten Werke sind im später – nach seiner Flucht nach Taiwan – dann realisierten Zhongguo bingxue daxi 中國兵學大系 nicht alle enthalten.
Die folgende Übersicht liefert Angaben zu: Band / Titel / (Zeit) / Verfasser:

## Inhaltsübersicht
Band 1 (Wujing qishu 武經七書):
- Sunzi 孫子, (Zhou) Sun Wu 孫武
- Wuzi 吳子, (Zhou) Wu Qi 吳起
- Sima fa 司馬法, (Zhou) Sima Rangju 司馬穰苴
- Tang taizong Li Weigong wendui 唐太宗李衛公問對, (Tang) Li Jing 李靖
- Wei Liaozi 尉繚子, (Zhou) Wei Liao 尉繚
- Huangshi Gong sanlüe 黃石公三略, (Han) Huangshi Gong 黃石公
- Liutao 六韜, (Zhou) Jiang Shang 姜尚

Band 2:
- Sunzi yinzhu 孫子音注, (Ming) He Shoufa 何守法 (Komm.)

Band 3:
- Wangshi bingxue sanshu 汪氏兵學三書, (Qing) Wang Zongyi 汪宗沂 (Komp.)
- Taigong bingfa yiwen 太公兵法逸文, (Zhou) Jiang Shang 姜尚
- Wuhou bazhen bingfa jilüe 武侯八陣兵法輯略, (Sanguo-Shu) Zhuge Liang 諸葛亮
- Li Weigong bingfa 李衛公兵法, (Tang) Li Jing 李靖

Band 4:
- Yinfujing zhu 陰符經注, (Han) Zhang Liang 張良 (Komm.)
- Feng Hou wojijing jie 風后握奇經解, (Zhou) Feng Hou 風后; (Han) Gongsun Hong 公孫宏 (Komm.)
- Huang Shigong sushu zhu 黃石公素書注, (Han) Huangshi Gong 黄石公; (Song) Zhang Shangying 張商英 (Komm.)
- Xinshu 心書, (Sanguo-Shu), Zhuge Liang 諸葛亮
- He boshi beilun 何博士備論, (Song) He Qufei 何去非

Band 5:
- Taibaiyin jing 太白陰經, (Tang) Li Quan 李筌

Band 6:
- Huqianjing 虎鈐經, (Song) 許洞 Xu Dong

Band 7:
- Toubi futan 投筆膚談, (Ming) Xihu Yishi 西湖逸士; He Shoufa 何守法 (Komm.)
- Zhenji 陣記, (Ming) He Liangchen 何良臣
- Baizhanjing 百戰經, (Ming) Wang Minghe 王鳴鶴
- Bingjing 兵經, (Qing) Jie Xuan 揭暄

Band 8:
- Bingji 兵迹 (Qing), Wei Xi 魏禧

Band 9:
- Bingmou bingfa 兵謀兵法, (Qing) Wei Xi 魏禧
- Qiankun dalüe 乾坤大略, (Qing) Wang Yuyou 王餘佑

Band 10:
- Caolu jinglüe 草廬經略, (Ming) unbekannter Verfasser

Band 11:
- Pingpi baijin fang 洴澼百金方, (Qing) Huilu Jiumin 惠麓酒民

Band 12:
- Baijiangtu 百將圖, (Qing) Ding Richang 丁日昌
- Gujin nüjiang zhuanzan 古今女將傳贊, (Qing) Zhu Kongzhang 朱孔彰

Band 13:
- Kong-Meng zhibing yulu 孔孟治兵語錄, (Rep.) Zhao Chizi 趙尺子
- Yue Fei zhibing yulu 岳飛治兵語錄, (Rep.) Liu Yongyao 劉詠堯
- Qi Jiguang zhibing yulu 戚繼光治兵語錄, (Rep.) Liu Yongyao 劉詠堯
- Zeng-Hu zhibing yulu 曾胡治兵語錄, (Rep.) Cai E 蔡鍔

Band 14:
- Guofu zhibing yulu 國父治兵語錄, (Rep.) Liu Yongyao 劉詠堯
- Jiang Zongtong zhibing yulu 蔣總統治兵語錄, (Rep.) Deng Wenyi 鄧文儀